# 列治文歷史小鎮
列治文歷史小鎮（英語：Historic Richmond Town），是位於紐約市史泰登島列治文鎮鄰近的一個地道小鎮和農場博物館建築群。它位於該島的列治文路和Arthur Kill路的交界處，地理中心附近。史泰登島歷史協會和列治文歷史小鎮是同一個組織的兩個不同名稱，反映了其悠久的歷史和演變。
列治文小鎮最初定居在1690年代時被稱為Cocclestown，原因是盛產牡蠣殼。在18世紀初，該小鎮被命名為列治文小鎮，當時它曾是縣政府所在地和商業中心，包括有列治文縣的前法院大樓，而且與史泰登島行政區相鄰。居住在列治文小鎮的人大多是有荷蘭人、英國人或法國人血統，最常見的職業是鐵匠、鞋匠和其他工匠。在美國革命期間，英國軍隊曾在列治文小鎮駐紮。
列治文歷史小鎮是由30多個歷史建築和遺址組成，這些建築和遺址可追溯到17世紀末至20世紀初。德克農場（Decker Farm）位於離列治文歷史小鎮中心約一英里處，有一個農場攤位和南瓜采摘等的季節性活動。該地塊也包含其他前商業和政府建築，還有農場建築和住宅，其中一些是從史泰登島其他地區搬遷過來的。

## 歷史

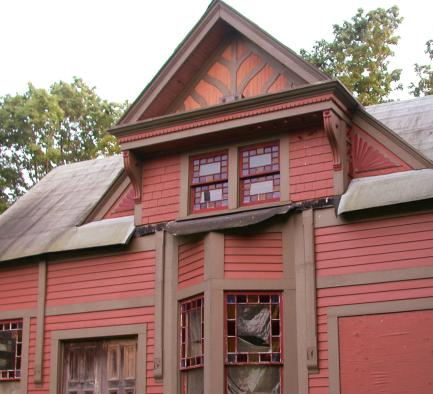
最早期的史泰登島鐵路新多爾普站的建築物也是從新多爾普搬遷至此

在列治文歷史小鎮的博物館遺址的建立是許多史泰登島人努力的結果，由當地的歷史學家和保護主義者領導：洛林·麥克美倫、威廉·T·戴維斯和當地銀行家David L. Decker。在大蕭條時代對歷史保護的熱情推動下，這些人希望在這個快速發展和城市蔓延的時代，為史泰登島的豐富歷史創造一個見證。
列治文歷史小鎮成立於1958年，是由獨立的非營利性文化組織史泰登島歷史協會和紐約市合辦的項目，他們擁有土地和建築，並由文化事務部（Department of Cultural Affairs）的公共資金支持一部分運作。

## 流行文化
列治文歷史小鎮重要地出現在大衛·哈特曼和Barry Lewis的紀錄片《A Walk Around Staten Island》中，介紹了史泰登島的歷史和文化。該紀錄片於2007年12月3日在WNET上首播。
列治文小鎮出現在電視劇《酒私風雲》的第三季中。在這個地方建造了一個1920年代的小餐館和加油站，並在這裡拍攝。該劇於2012年秋天在HBO上播放。

## 外部連結
- Official website（页面存档备份，存于）
- Loring McMillen biography

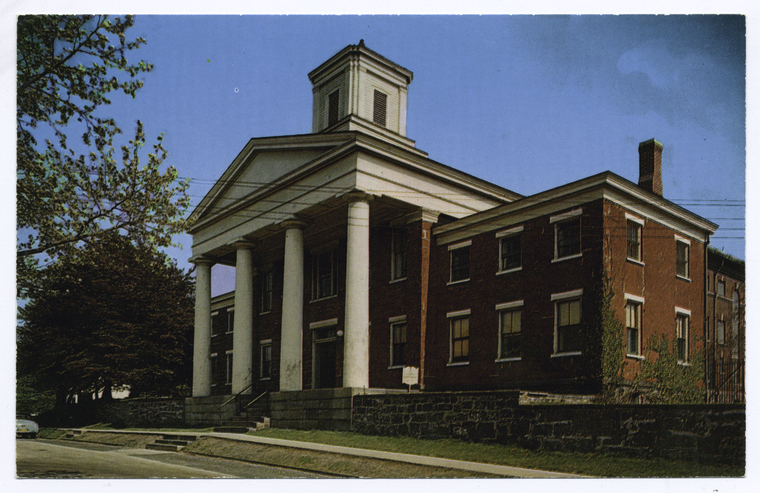
第三縣法院（1837年）或前列治文縣法院大樓

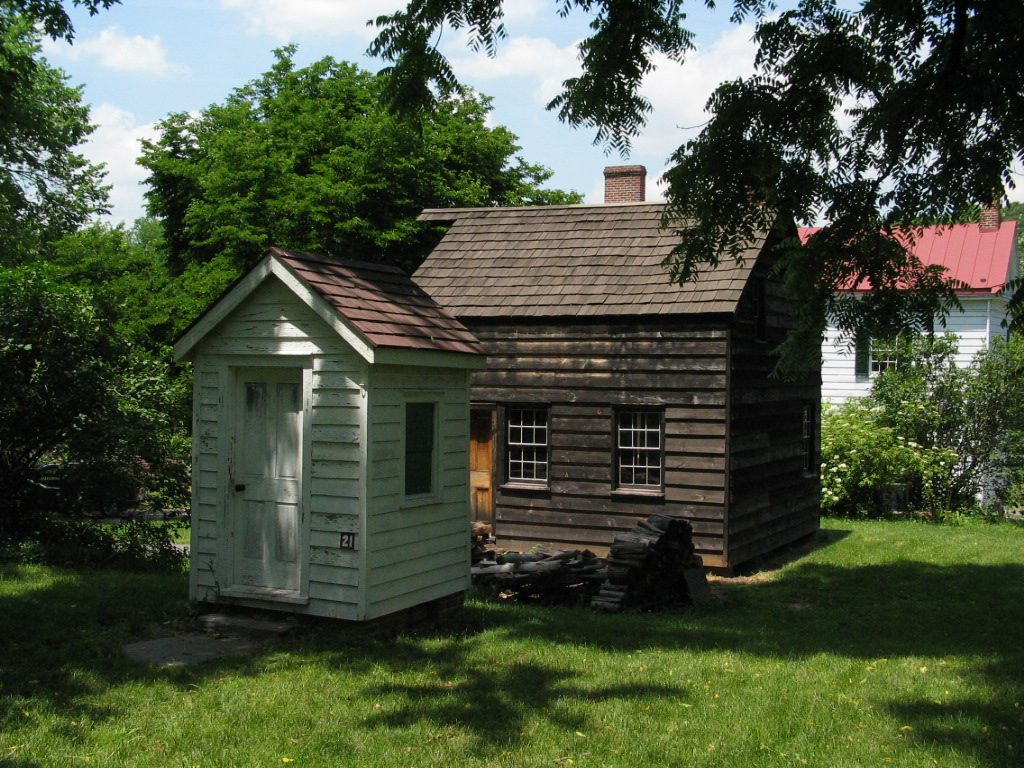
列治文歷史小鎮的兩座修復過的建築：一座約1860年搬遷的外屋或廁所，以及一座約1830年-1860年的木工場重建物

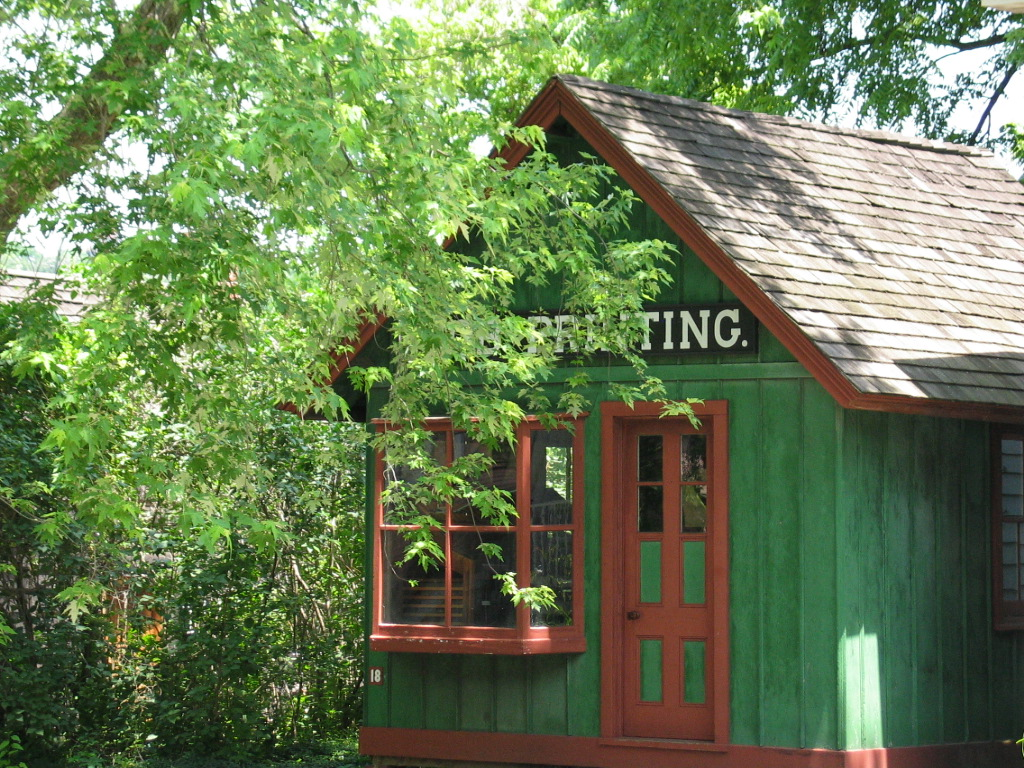
Eltingville商店/印刷店，大約1860年，從Eltingville搬遷至此

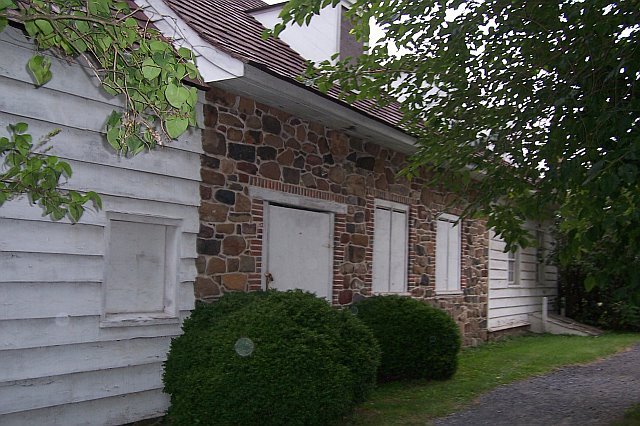
Britton農舍別墅，大約1670年。從新多爾普 (史泰登島)搬遷至此

- A Google Earth Tour（页面存档备份，存于） of Historic Richmond Town

40°34′17″N 74°08′45″W / 40.571294°N 74.145814°W